# Pilotprojekt
Als Pilotprojekt bezeichnet man „allgemein Großversuche oder Demonstrationsprojekte, die bei gesellschaftlich, wirtschaftlich und technisch risikobehafteten Entwicklungen vor die allgemeine Einführung gesetzt werden, um Fragen der Akzeptanz, der Wirtschaftlichkeit, des Marktpotentials und der technischen Optimierung im Feldversuch […] zu erproben“. In der empirischen Sozialforschung oder der Psychologie werden auch Experimente, Fragebögen oder psychologische Tests in kleineren Rahmen pilotiert, um Fehler oder Verbesserungsbedarf zu erkennen und zu beheben, bevor das eigentliche Projekt startet.
Um bei Pilotprojekten sinnvolle Ergebnisse zu erzielen, müssen sie mittels Begleitforschung analysiert werden.

## Wortherkunft
Die Herkunft des Wortes beruht auf einer Übersetzung aus dem Englischen pilot project, wo das Wort pilot den Lotsen bezeichnet; im Deutschen jedoch ist ein Pilot in der Regel die Bezeichnung eines Flugzeugführers. Eine sinnvollere Übersetzung ins Deutsche erhält man z. B. mit den Worten Versuchsprojekt oder Versuchsvorhaben. Ausgehend vom englischen Wort pilot für Lotse ist folglich ein richtungsweisendes Projekt gemeint.

## Durchgeführte Pilotprojekte
Pilotprojekte wurden beispielsweise durchgeführt anlässlich der Einführung von
- ATM-Technik (ATM-Pilotnetz der Deutschen Telekom)
- Bildschirmtext (BTX) in Düsseldorf-Neuss und Berlin
- Breitbandkommunikation (Kabelfernsehen, Breitbanddialogsystem) in Ludwigshafen am Rhein, Berlin u. a.)
- Briefstationen in Köln der Deutschen Post AG im Jahr 2005
- Digital Radio DAB ab 1995
- Digitalfunk der Behörden und Organisationen mit Sicherheitsaufgaben seit 2007 bundesweit
- österreichischer Schülerausweis edu.card seit 2002
- Packstationen in Düsseldorf und Mainz der Deutschen Post AG im Jahr 2001
- Schweizer Pass 2006